# Rue du Pré-Saint-Gervais (Paris)
Pour les articles homonymes, voir Rue du Pré-Saint-Gervais.
La rue du Pré-Saint-Gervais est une voie du 19e arrondissement de Paris, en France.

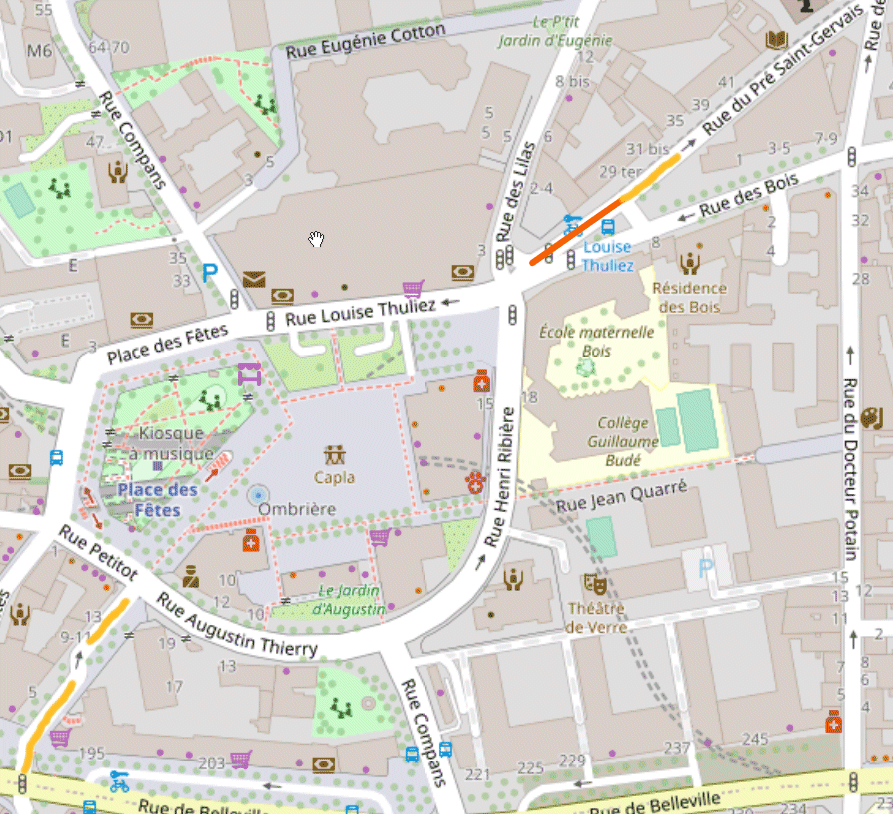
La rue du Pré-Saint-Gervais possède la particularité, avec la rue Compans qu'elle croise, de s'arrêter lors de la traversée de la Place des Fêtes.

## Situation et accès
D'une longueur de 450 mètres, elle commence au n° 2 de la rue des Fêtes, et au n° 171 de la rue de Belleville, et se termine au n° 89 du Boulevard Sérurier.

## Origine du nom
Elle porte ce nom car elle conduit au Pré-Saint-Gervais.

## Historique
Cette rue, est une voie de l'ancienne commune de Belleville et de la commune du Pré-Saint-Gervais, signalée en 1730 sous le nom de « petite sente des Cerisiers ».
Le 15 septembre 1918, durant la Première Guerre mondiale, une bombe explose sur le no 22 rue du Pré-Saint-Gervais, lors d'un raid effectué par des avions allemands.

## Bâtiments remarquables et lieux de mémoire

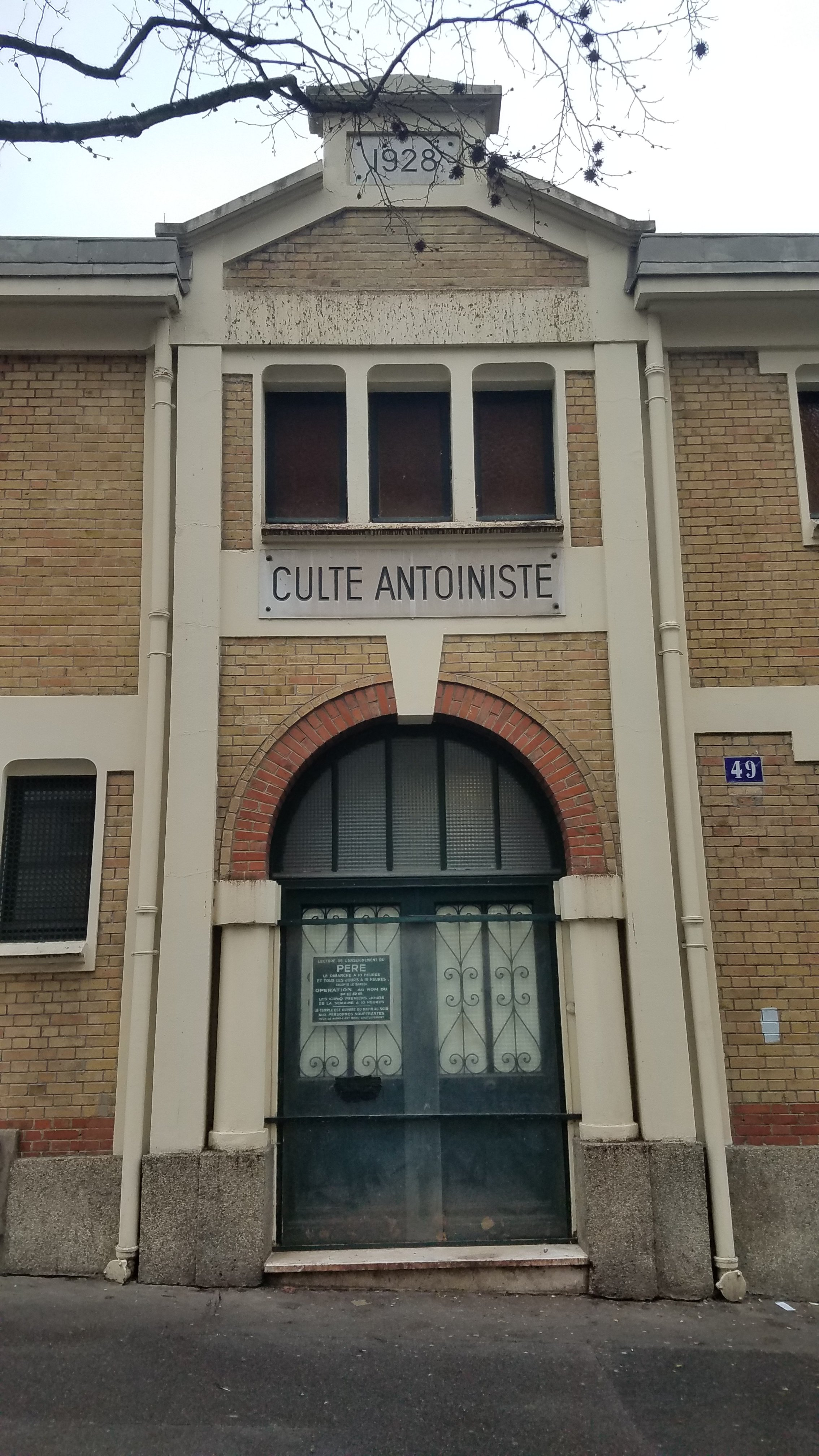

- Au n° 49 se trouve un temple du culte antoiniste.

- Maurice Loutreuil, artiste peintre, vécut au no 61. De jeunes artistes — Eugène Dabit, Béatrice Appia, Georges-André Klein et Christian Caillard — qui l'admiraient et le fréquentaient amicalement (années 1923-1924), s'y constituèrent, en hommage à leur influent aîné, en informelle École du Pré Saint-Gervais[3].